# Reserva Ecológica El Ángel
Die Reserva Ecológica El Ángel befindet sich im Norden von Ecuador. Das 165,41 km² große Schutzgebiet wurde am 5. August 1992 eingerichtet. Seit 2012 ist das Areal ein Ramsar-Gebiet. Das Schutzgebiet wurde außerdem von BirdLife International zusammen mit dem nahe gelegenen Waldschutzgebiet Bosque Protector Golondrinas als eine Important Bird Area („wichtiges Vogelareal“) klassifiziert.

## Lage
Die Reserva Ecológica El Ángel liegt unweit der kolumbianischen Grenze in der Provinz Carchi 20 km westsüdwestlich der Provinzhauptstadt Tulcán. Das Schutzgebiet liegt in der Cordillera Occidental. Die kontinentale Wasserscheide führt durch das Schutzgebiet. Im Reservat befinden sich die Berge Chiles (4218 m), Cerro Payurco und Cerro El Crespo. Die Fernstraße E182 von Tulcán nach Maldonado verläuft nördlich des Reservats.

## Ökologie
In dem Gebiet befinden sich landesweit die bedeutendsten Vorkommen der Halbstrauch-Gattung Espeletia. Zu den Säugetieren im Reservat zählen der Puma, das Großmazama (Mazama americana), das Hoffmann-Zweifingerfaultier (Choloepus hoffmanni), der Weißstirn-Kapuzineraffe (Cebus albifrons), der Andenschakal, das Halsbandpekari (Pecari tajacu) und der Weißrüssel-Nasenbär (Nasua narica). Zu den bemerkenswerten Vogelarten in dem Areal gehören die Purpurmanteltangare (Iridosornis porphyrocephala), der Schmuckbrust-Stachelschwanz (Margarornis stellatus) und der Schwarzfeder-Höschenkolibri (Eriocnemis derbyi).